# San Antonio Poyono
San Antonio Poyono är en ort i Mexiko.   Den ligger i kommunen Ocotepec och delstaten Chiapas, i den sydöstra delen av landet, 700 km öster om huvudstaden Mexico City. San Antonio Poyono ligger 1 534 meter över havet och antalet invånare är 523.
Terrängen runt San Antonio Poyono är varierad. Runt San Antonio Poyono är det ganska glesbefolkat, med 47 invånare per kvadratkilometer. Närmaste större samhälle är Ocotepec, 4,1 km öster om San Antonio Poyono. I omgivningarna runt San Antonio Poyono växer i huvudsak städsegrön lövskog.